# Лизон
Лизо́н (фр. Lison) — коммуна во Франции, находится в регионе Нижняя Нормандия. Департамент коммуны — Кальвадос. Входит в состав кантона Изиньи-сюр-Мер. Округ коммуны — Байё.
Код INSEE коммуны — 14367.

## Население
Население коммуны на 2010 год составляло 484 человека.
| 1962 | 1968 | 1975 | 1982 | 1990 | 1999 | 2010 |
| ---- | ---- | ---- | ---- | ---- | ---- | ---- |
| 573  | 588  | 515  | 515  | 479  | 453  | 484  |

## Экономика
В 2010 году среди 281 человека трудоспособного возраста (15—64 лет) 196 были экономически активными, 85 — неактивными (показатель активности — 69,8 %, в 1999 году было 65,1 %). Из 196 активных жителей работали 161 человек (93 мужчины и 68 женщин), безработных было 35 (15 мужчин и 20 женщин). Среди 85 неактивных 15 человек были учениками или студентами, 47 — пенсионерами, 23 были неактивными по другим причинам.